# Xã Florence, Quận Will, Illinois
Xã Florence (tiếng Anh: Florence Township) là một xã thuộc quận Will, tiểu bang Illinois, Hoa Kỳ. Năm 2010, dân số của xã này là 933 người.